# Nijkerk

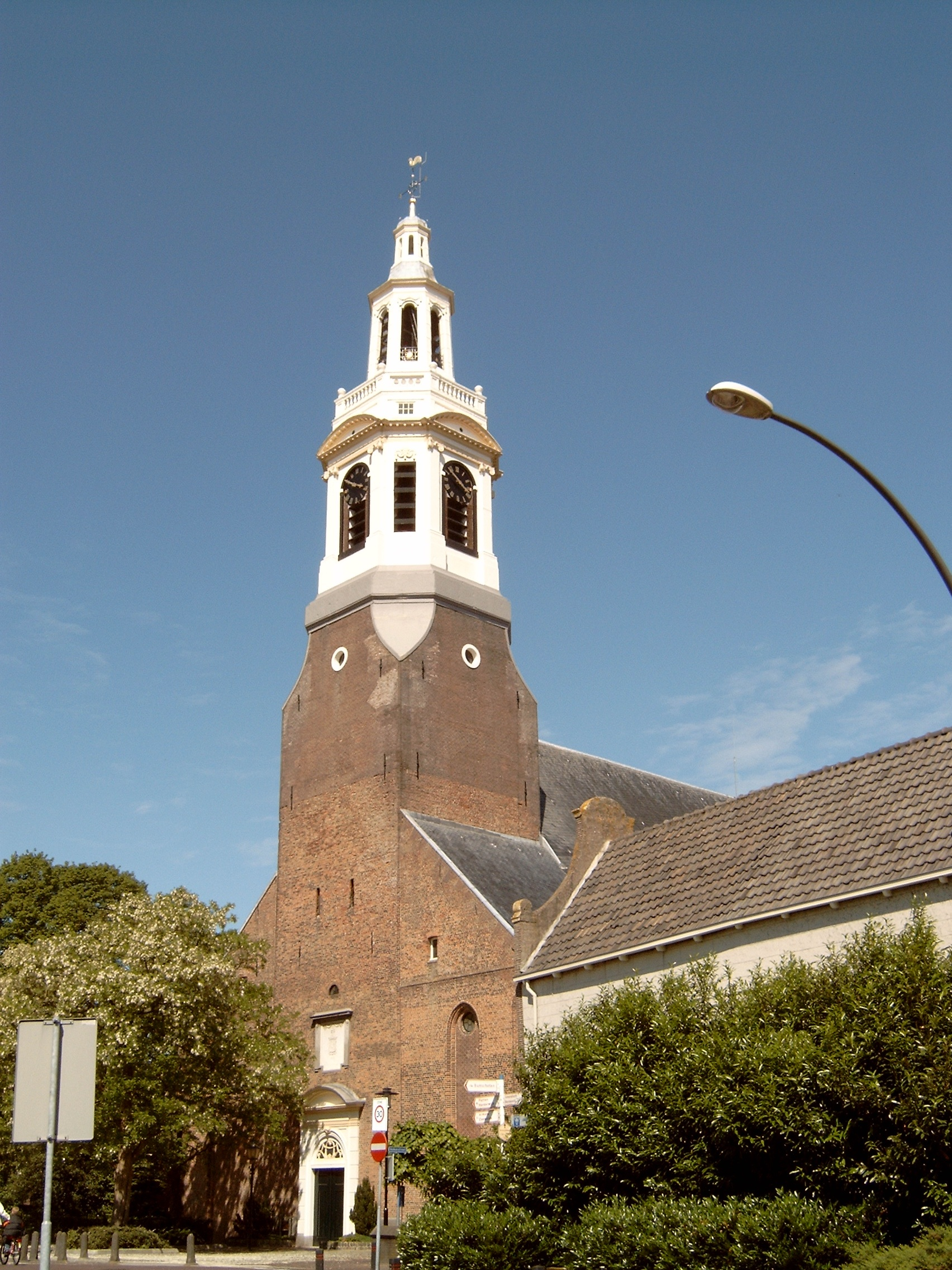
Kościół w Nijkerk

Nijkerk – holenderskie miasto położone w prowincji Geldria. Populacja miasta wynosi 38 889 mieszkańców. Dane te pochodzą ze spisu powszechnego przeprowadzonego w 2007 roku. Powierzchnia Nijkerk wynosi 72,05 km² a gęstość zaludnia 561 os./km².

## Historia
Miasto uzyskało prawa miejskie w 1413 roku.

## Znane osobistości pochodzące z Nijkerk
- Christiaan Eijkman – lekarz a także laureat nagrody Nobla.
- Kiliaen van Rensselaer – holenderski kupiec, założyciel Holenderskiej Kompanii Wschodnioindyjskiej.